# Duello al sole
Duello al sole (Duel in the Sun) è un film del 1946 diretto da King Vidor.

## Trama
Texas, fine XIX secolo: un condannato a morte, colpevole di uxoricidio, riceve in cella la visita della figlia Perla per un ultimo saluto. La esorta a trasferirsi presso la tenuta di una lontana parente, Arabella, moglie di un ricco senatore, dove potrà trovare affetto e serenità. Giunta là, Perla attira però i desideri dei due figli della coppia, a causa della sua prorompente bellezza. Il senatore stravede per un figlio, Lewis, audace, coraggioso e arrogante, mentre mostra insofferenza verso quello maggiormente sensibile e responsabile, Jackie. Sarà allora proprio il favorito dei due, Lewis, a tentare approcci pesanti con la ragazza, la quale se ne innamorerà. Col passare del tempo i dissapori tra i fratelli aumentano, nutriti anche dal differente modo di rapportarsi alla giovane: Lewis si spingerà fino al punto di sparare a Jackie.

## Produzione
Il ruolo di Perla venne inizialmente offerto a Teresa Wright, che dovette rifiutare a causa della gravidanza.
Nella scena in cui Jennifer Jones striscia sulle rocce, l'attrice si graffiò e tagliò in modo serio.
A causa dei contenuti sessuali presenti, il film non venne proiettato nella città di Memphis, nel Tennessee, fino al 1959.

## Riconoscimenti
- Premio Oscar
  - Candidatura migliore attrice protagonista (Jennifer Jones)
  - Candidatura migliore attrice non protagonista (Lillian Gish)